# Gillmeria
Gillmeria là một chi bướm đêm thuộc họ Pterophoridae.

## Các loài
- Gillmeria albertae
- Gillmeria armeniaca
- Gillmeria irakella
- Gillmeria macrornis
- Gillmeria melanoschista
- Gillmeria miantodactylus
- Gillmeria omissalis
- Gillmeria pallidactyla
- Gillmeria rhusiodactyla
- Gillmeria scutata
- Gillmeria stenoptiloides
- Gillmeria tetradactyla
- Gillmeria vesta